# Le Pal
Pour les articles homonymes, voir Pal.

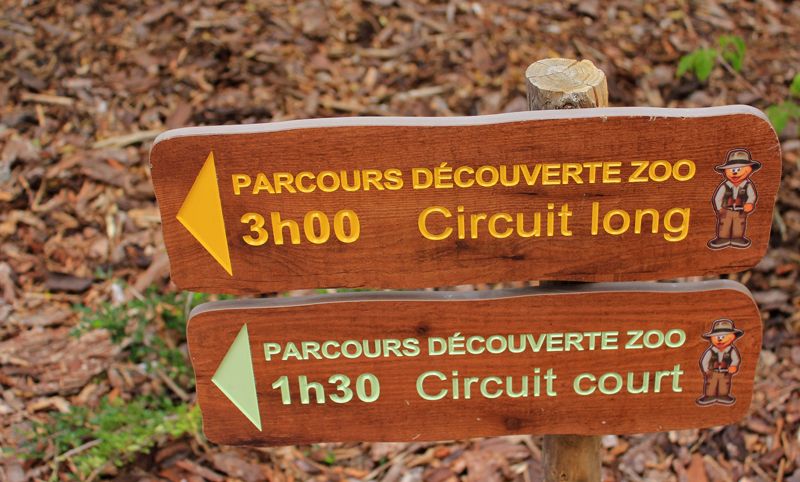
La partie zoologique du parc propose deux circuits de visite : un court d' et un long de.

Le Pal (stylisé en capitales) est un parc d'attractions et un parc zoologique français situé dans la région Auvergne-Rhône-Alpes, dans le département de l'Allier, dans la commune de Saint-Pourçain-sur-Besbre. Créé en 1973, il est d'abord un parc zoologique, auquel s'ajoute ensuite un parc d'attractions en 1981. Sur 50 ha, il propose 31 attractions et présente plus de 1 000 animaux, ainsi que plusieurs animations et spectacles animaliers. Il est dirigé par Arnaud Bennet, le gendre d'André Charbonnier, fondateur du parc.
Membre permanent de l'Association européenne des zoos et aquariums, il s'engage dans la conservation ex situ en participant à des programmes européens pour les espèces menacées (EEP). Il soutient également des associations de conservation in situ œuvrant sur le terrain à travers son association dédiée, la Fondation Le Pal Nature.
Le site de loisirs propose une offre hôtelière avec un hôtel de 60 chambres nommé Le Pal Savana Reserve ainsi que 31 lodges sur pilotis, inspirés des campements des réserves africaines.
Avec une fréquentation en croissance et plus de 500 000 visiteurs annuels depuis 2022 et entre 2013 et 2019, c'est l'un des dix parcs zoologiques les plus fréquentés de France. Il est également un des sites touristiques les plus fréquentés de la région Auvergne-Rhône-Alpes.

## Historique
Le zoo du Pal est créé en 1973 par André Charbonnier (1929-1981) avec l'aide du vétérinaire du zoo de Vincennes, dans la commune de Dompierre-sur-Besbre, au lieu-dit Le Pal qui donne son nom au parc. Pour financer ce dernier, André Charbonnier vend son usine d'aliments pour bétail à Moulins, à quelque 25 km,. Dès les premières années, le zoo possède un train et une petite aire de jeux mais c'est seulement en 1981 que le site devient également un parc d'attractions,. La Chenille fantastique est un circuit de montagnes russes junior du manufacturier Soquet ouvert cette année-là,.
Les années 1980 et la première moitié de la décennie 1990 sont marquées par les inaugurations d'attractions provenant d'ateliers de constructeurs français telles La Descente du Colorado de Soquet en 1988, Le Tigre de Sibérie de Reverchon en 1990 ou la Rivière canadienne de Soquet en 1992. En 1989, Arnaud Bennet, gendre du fondateur devient directeur général. Il est aussi le président du SNELAC, le syndicat national des espaces de loisirs, animaliers et de culture,,. Le parc est alors un exemple de site récréatif régional à rencontrer le succès. Ils sont 206 000 en 1991 et 250 000 à arpenter les allées en 1996.
En 1998, le parc accueille 280 000 visiteurs. Dès le milieu des années 1990, l'offre se diversifie avec l'édification d'attractions provenant également de l'étranger comme Le Bateau pirate de Far Fabbri en 1995, Les Caravelles de Mack Rides en 1997, Rapido de Metallbau Emmeln en 2005, Le Disque du soleil en 2007, Les Ballons d'Orient et La Tour mystérieuse en 2008, tous trois de Zamperla. Parallèlement, les chiffres annuels font de bons scores avec 325 000 entrées en 2004, 375 000 en 2006,, 402 583 entrées en 2007 et 432 980 l'année suivante.
L'année 2009 est marquée par une nouvelle attraction, King Kong, qui rappelle aux nostalgiques du parc le manège homonyme présent quinze années durant. Cette nouveauté de Huss fait grimper le nombre d'entrées à 514 042 unités. C'est la première fois que ce nombre passe la barre des cinq cents mille, avant de connaître une évolution en dent de scie.
En 2010, le parc accueille 472 918 visiteurs pour augmenter à nouveau et atteindre 506 937 visiteurs en 2011, année d'ouverture du Twist. Ces montagnes russes tournoyantes représentent alors le plus gros investissement pour le Pal et affichent une vitesse de pointe de 70 km/h, un beau score à l'échelle nationale.
Entre 2012 et la pandémie de covid 19, sa fréquentation est en croissance constante avec 499 143 entrées en 2012, 512 293 entrées en 2013, 565 771 entrées en 2014, 575 000 en 2015, 591 236 en 2016 puis 601 000 en 2017.
Le 14 août 2017, un nouveau record d'affluence est battu : le parc bourbonnais enregistre 13 200 entrées. Ce genre de situation reste rare puisque le Pal ne dépasse que quatre ou cinq fois chaque année les 10 000 visiteurs par jour. Les montagnes russes lancées d'Intamin Yukon Quad sont inaugurées en 2018 et représentent le plus important ajout du parc d'attractions avec un kilomètre de parcours, 90 km/h pour un investissement de 10 millions d’euros,. Cet investissement est payant au regard de la réponse du public en fin de saison. La croissance de la fréquentation perdure avec 642 000 visiteurs avant de tomber à 370 000 en 2020, année de la pandémie de covid 19.
Au cours de l'hiver 2020-2021, l'entreprise italienne Ocem remplace le circuit d'Azteka par une nouvelle structure. La portion du parcours de la gare et le lift ne sont pas remplacés. Le tracé reste identique mais les courbes sont légèrement modifiées à certains endroits pour permettre un trajet plus doux. L'hélix finale n'est plus montante mais est dorénavant descendante. Des freins magnétiques sont ajoutés. De nouveaux trains plus silencieux sont dotés de barres de sécurités individuelles. Cinq millions d'euros sont investis en 2022, entre autres pour l'aire de jeux de 8 000 m2 nommée la Rivière du lion qui attire 695 000 visiteurs pendant la saison,. Ce record de fréquentation est dépassé l'année suivante avec 754 000 clients. Il est initialement prévu un investissement de dix millions d'euros en 2024. Un total de 15,5 millions d'euros sont investis — principalement pour Fjord Explorer — en 2024.

## Le parc zoologique
Le Pal présente plus de mille animaux sur de grands espaces tels que les otaries depuis 1997 et les perroquets (spectacle animalier avec ces deux espèces), mais aussi des éléphants, girafes, zèbres et alligators. Le parc présente aussi beaucoup de félins, notamment lions, tigres, lynx, panthères.
Les flamands du Chili, nandous américains, canards et oies cohabitent dans un enclos. La ferme des enfants héberge cailles, chèvres naines, cochons nains de Gothingem, lapins fauves de Bourgogne, moutons d'Ouessant, poules Brahma, poules crève-cœur, poules Legorne et tourterelles. En 2008, la forêt des cerfs asiatiques est habitée par des Cobe de Lechwe, des antilopes cervicapres (antilope cervicapra) et des cerfs du père David (elaphurus davidianus). Les lions d'Asie et tigres de Sumatra sont voisins dans le parc zoologique. Deux types de lémuriens sont visibles dans le même espace, des lémurs catta et des lémurs à collier blanc. Depuis 2010, la pampa argentine propose des capybaras, des maras et des tapirs terrestres (tapirus terrestris). En 2015, un enclos présente hippopotames et pélicans blancs. La même année, des chimpanzés font leur entrée au parc. 2017 voit l'arrivée des panthères des neiges et de l'Alligator park, zone aquatique à ciel ouvert de 3 000 m2 accueillant vingt-et-un alligators faisant jusqu'à 3,8 m.
Deux plaines africaines se font face. La première est foulée par des autruches, cigognes, élands du Cap, gnous à queue noire (connochaetes taurinus), gnous à queue blanche (connochætes gnou) et potamochères. La deuxième héberge autruches, cobes de Lechwe, nyalas, oryx algazelle (oryx dammah), watusis, zèbres. Les cygnes se partagent un bassin avec les pélicans frisés. Les capucins à poitrine jaune (cebus xanthosternos) et les saïmiris se côtoient également. Le domaine dispose aussi de plusieurs enclos réservés à une seule espèce, telles les chiens des buissons, les chouettes, les éléphants, les émeus, les géladas, les gibbons, les girafes, les loutres d'Asie, les lycaons, les lynx européens, les manchots du Cap, les otaries de Patagonie (otaria flavescens), les pandas roux d'Asie, les panthères, les perroquets, les phoques, les suricates, ainsi que les wallabies. En 2019, un territoire forestier de plus d'un hectare est consacré aux loups rendus visible via une passerelle de 250 mètres de long et de deux mètres de haut. Le parc est un site de naissance ainsi qu'un membre de programmes d'échanges pour plusieurs espèces,,,,
Entre autres, le parc présente d'autres espèces d'oiseaux et propose quelques autres points d'intérêt comme :
- La volière du nouveau monde depuis 2010[33] : avec diverses espèces d'oiseaux d'Amérique du Sud ;
- La cuisine du zoo ;
- La nurserie des oiseaux ;
- La ferme des enfants, dans laquelle les visiteurs peuvent entrer et nourrir les animaux.

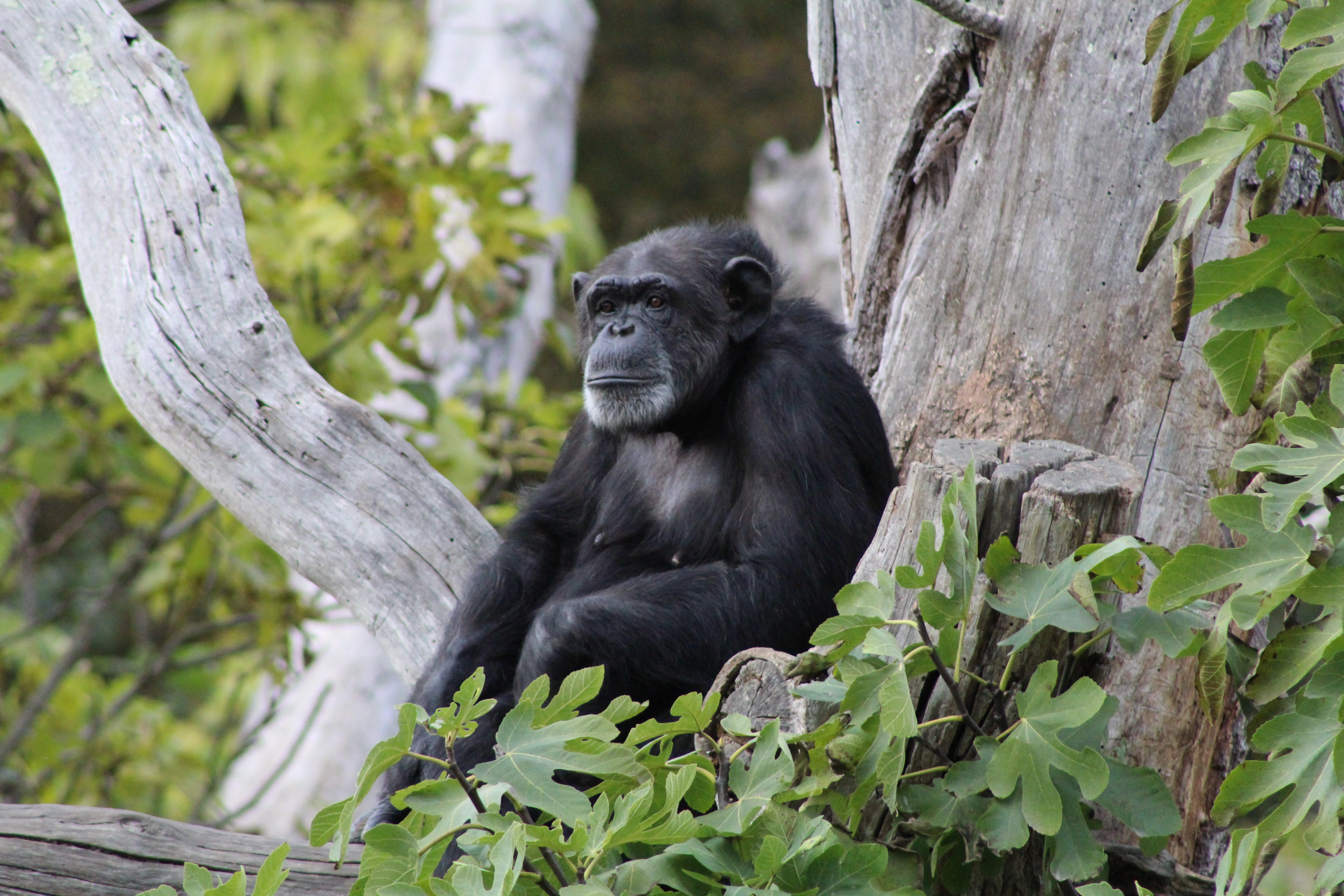
Chimpanzé
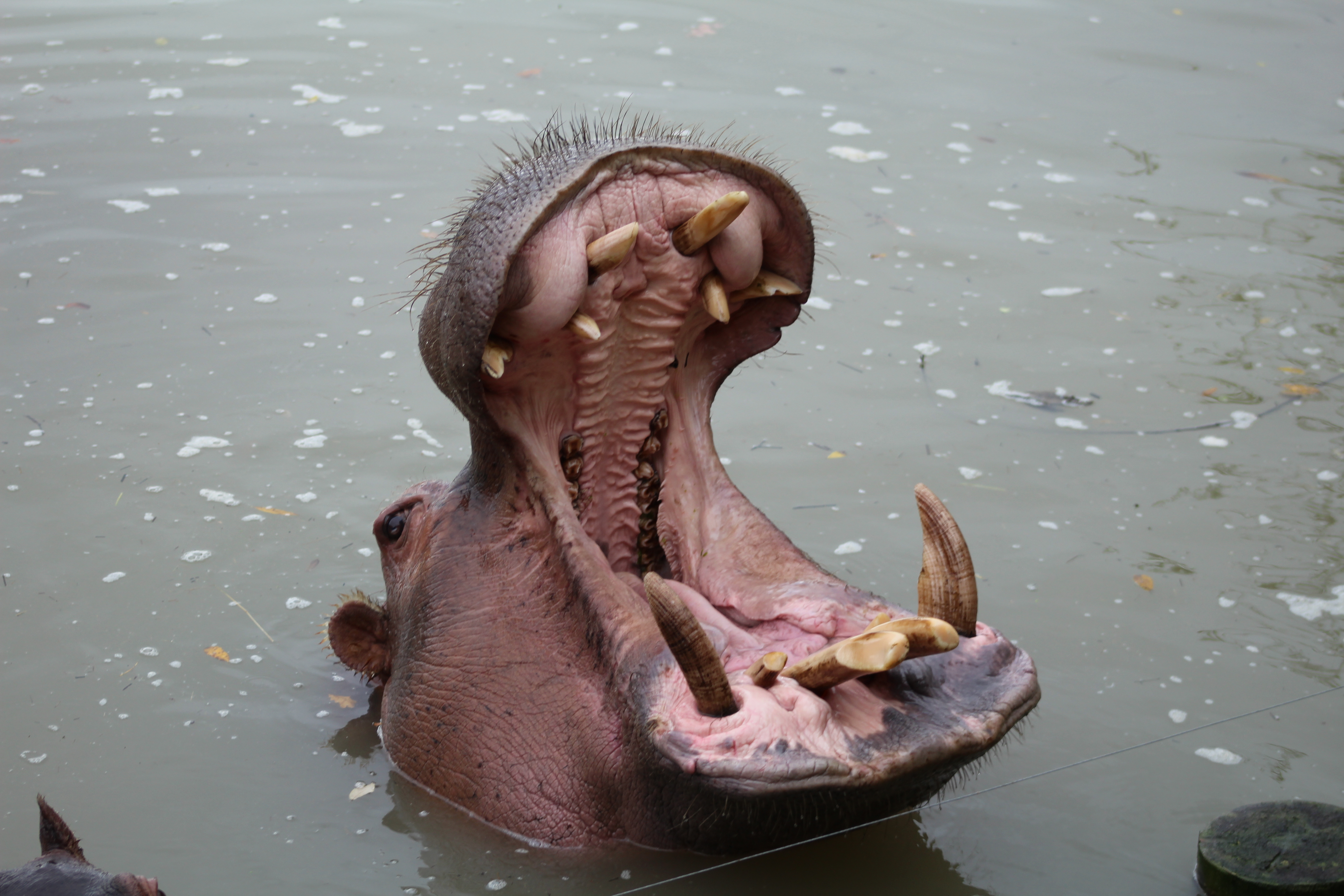
Hippopotame
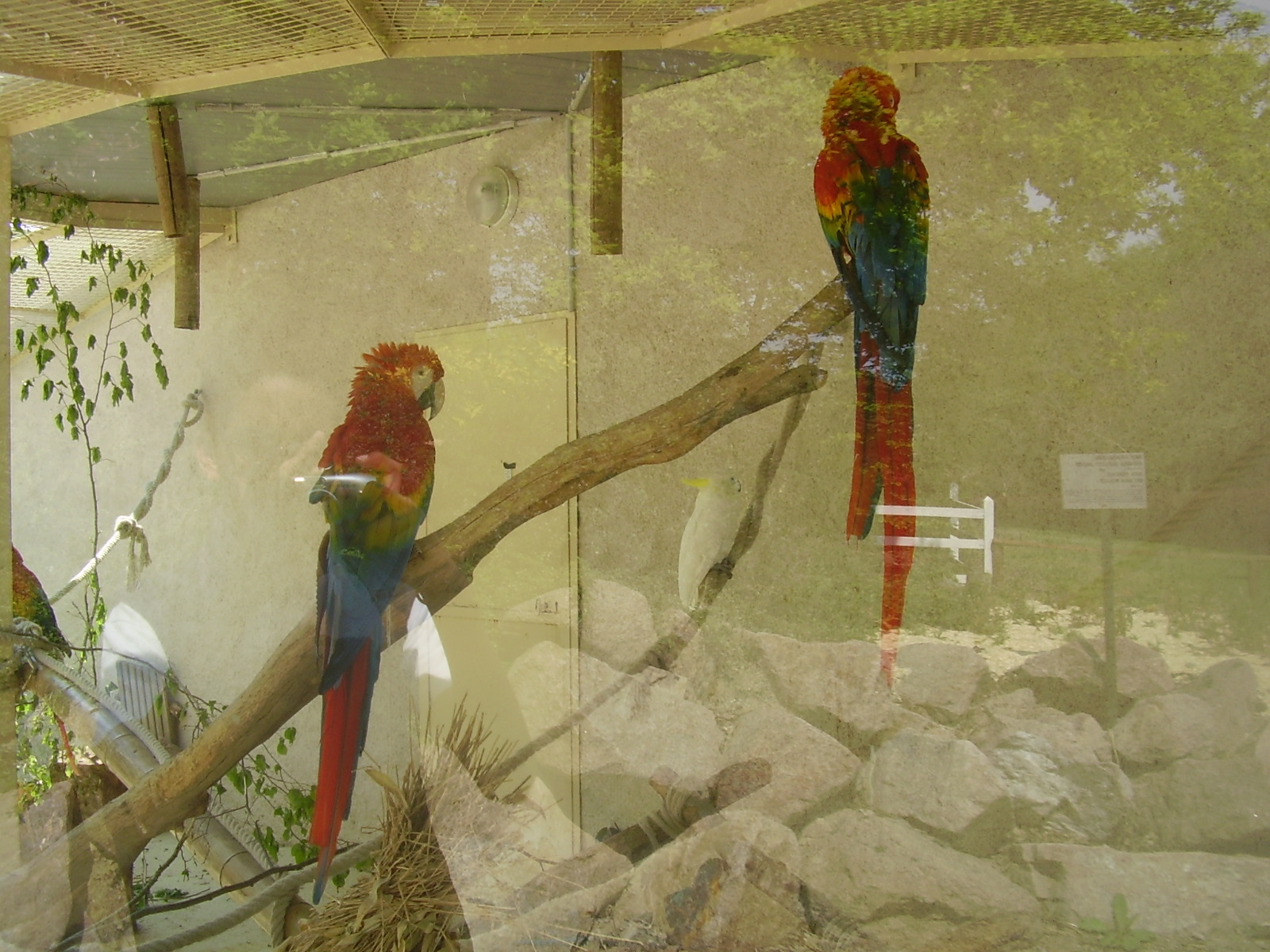
Perroquets
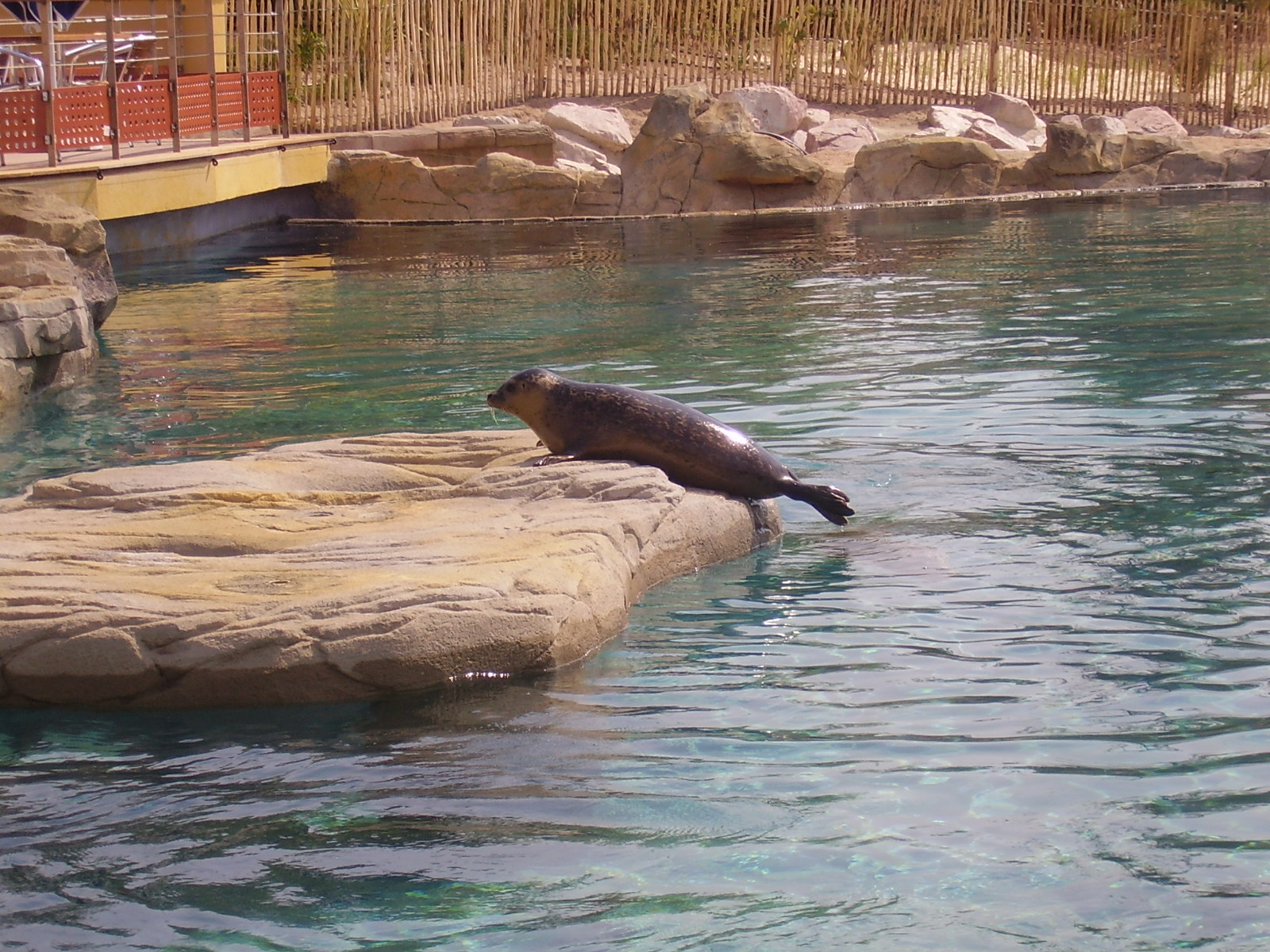
Phoque
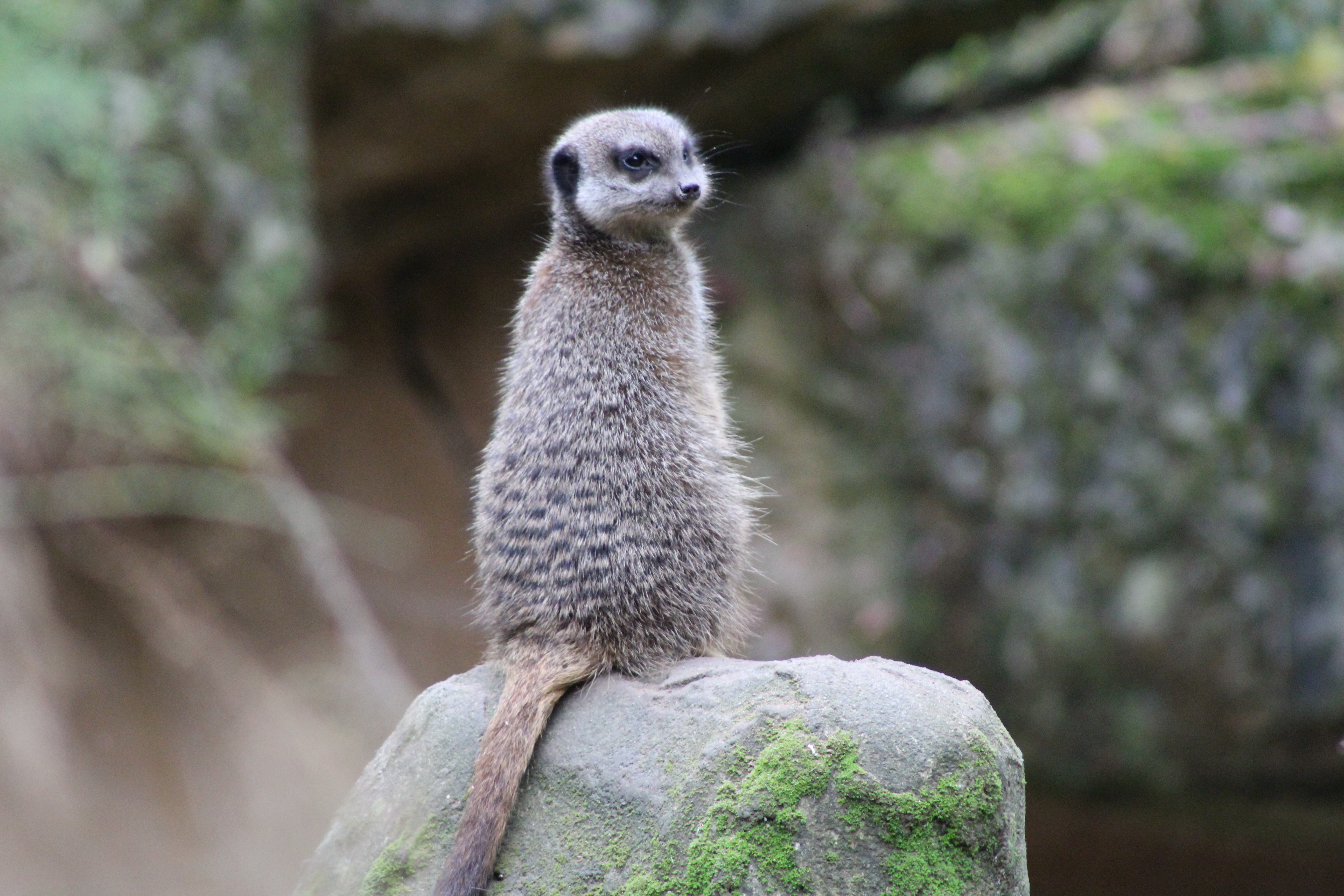
Suricate
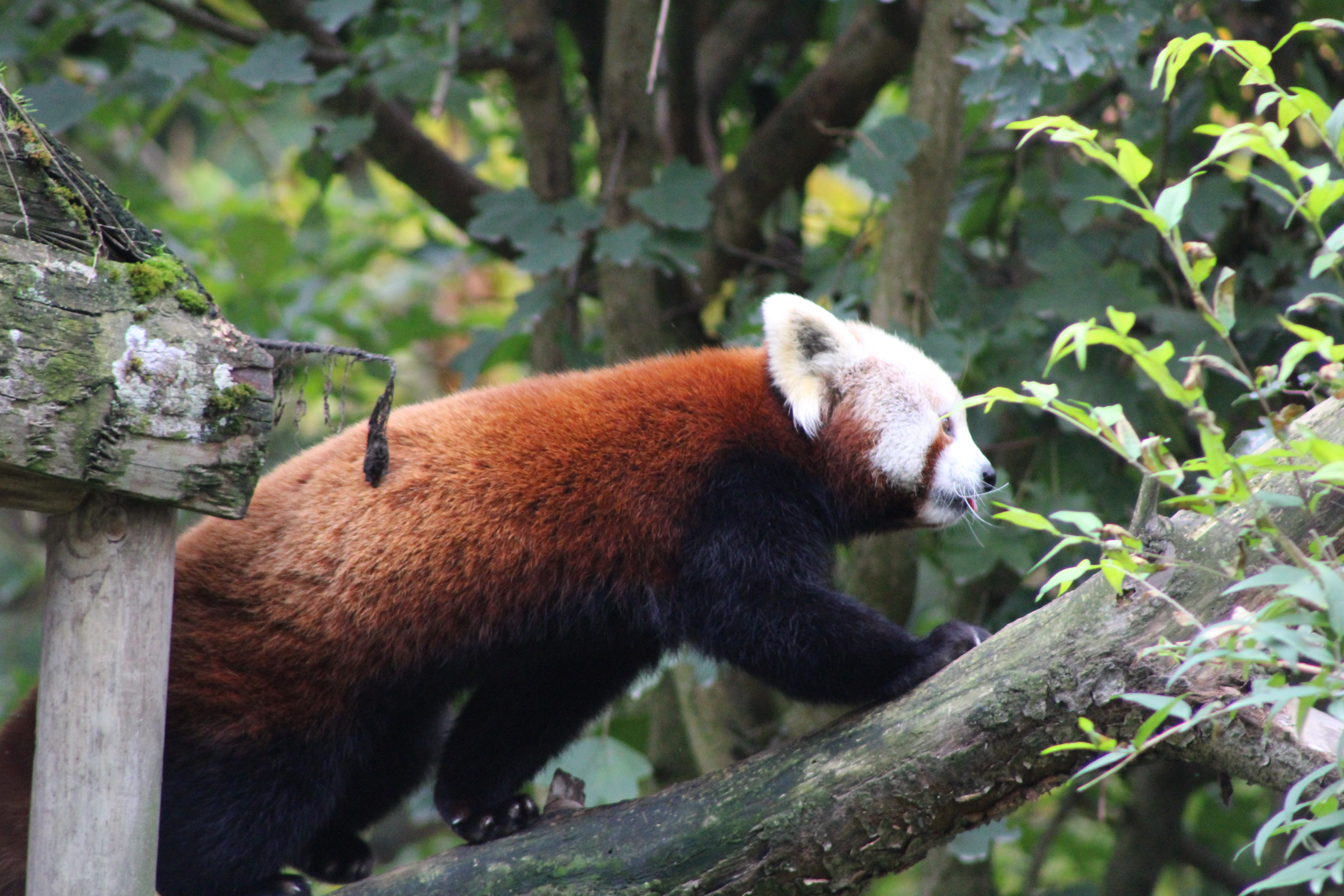
Panda roux
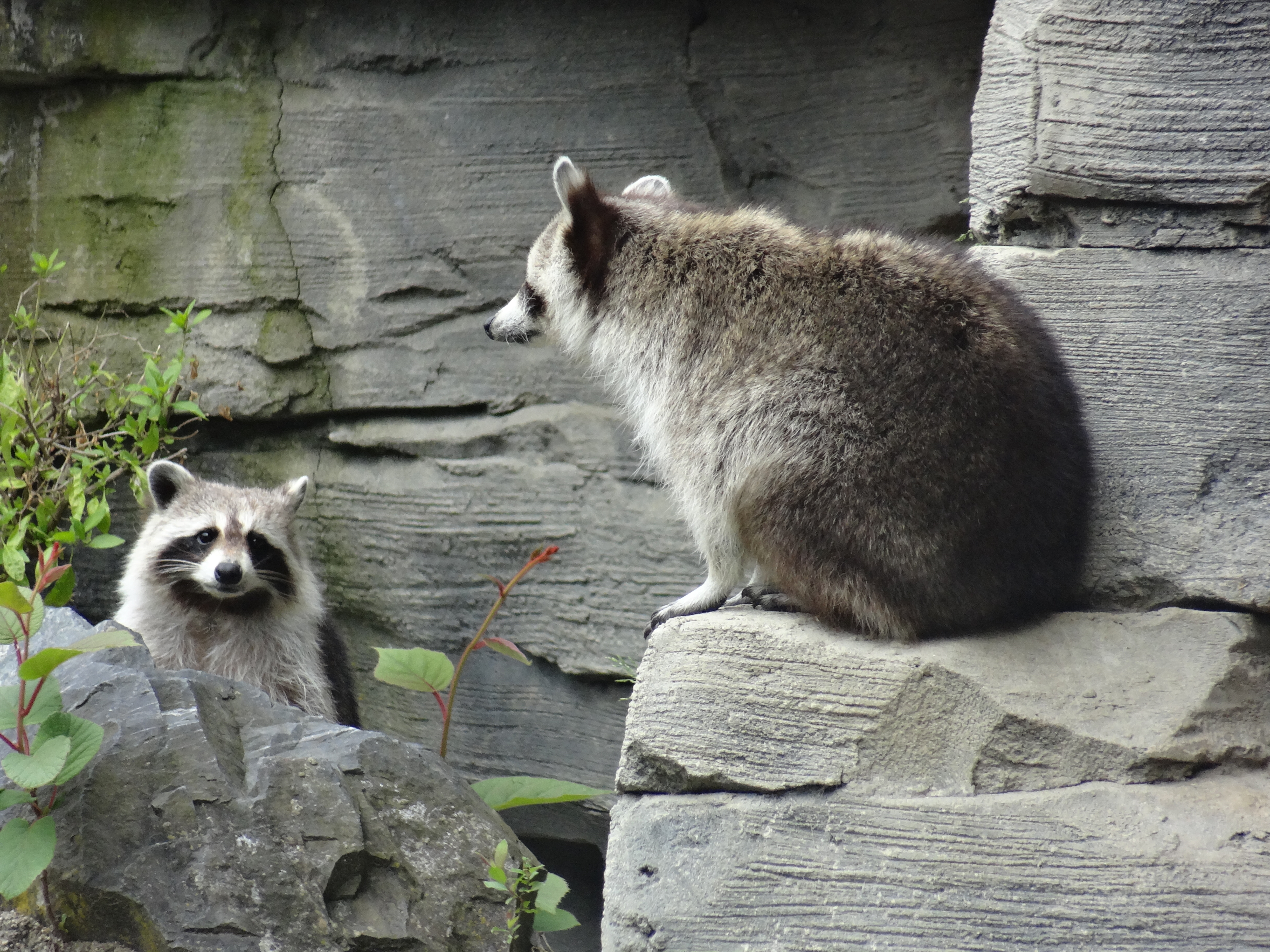
Ratons laveurs

## Le parc d'attractions

### Montagnes russes
- Azteka : circuit de 500 m pour une hauteur maximale de 17 m, construit par l'entreprise Soquet et ouvert en 2003[41] ;
- Fjord Explorer : montagnes russes aquatiques construit par Mack Rides, 2024[42] ;
- Tigre de Sibérie : circuit de 360 m pour une hauteur maximale de 13 m, construit par l'entreprise Reverchon Industries et ouvert en 1990 ;
- Twist : montagnes russes tournoyantes du constructeur Mack Rides avec un circuit de 470 m de long pour une hauteur maximale de 22 m et ouvert en 2011[43],[Note 2],[44],[45] ;
- Yukon Quad : montagnes russes lancées d'Intamin de 1 000 m pour une hauteur maximale de 12 m et ouvert en 2018.

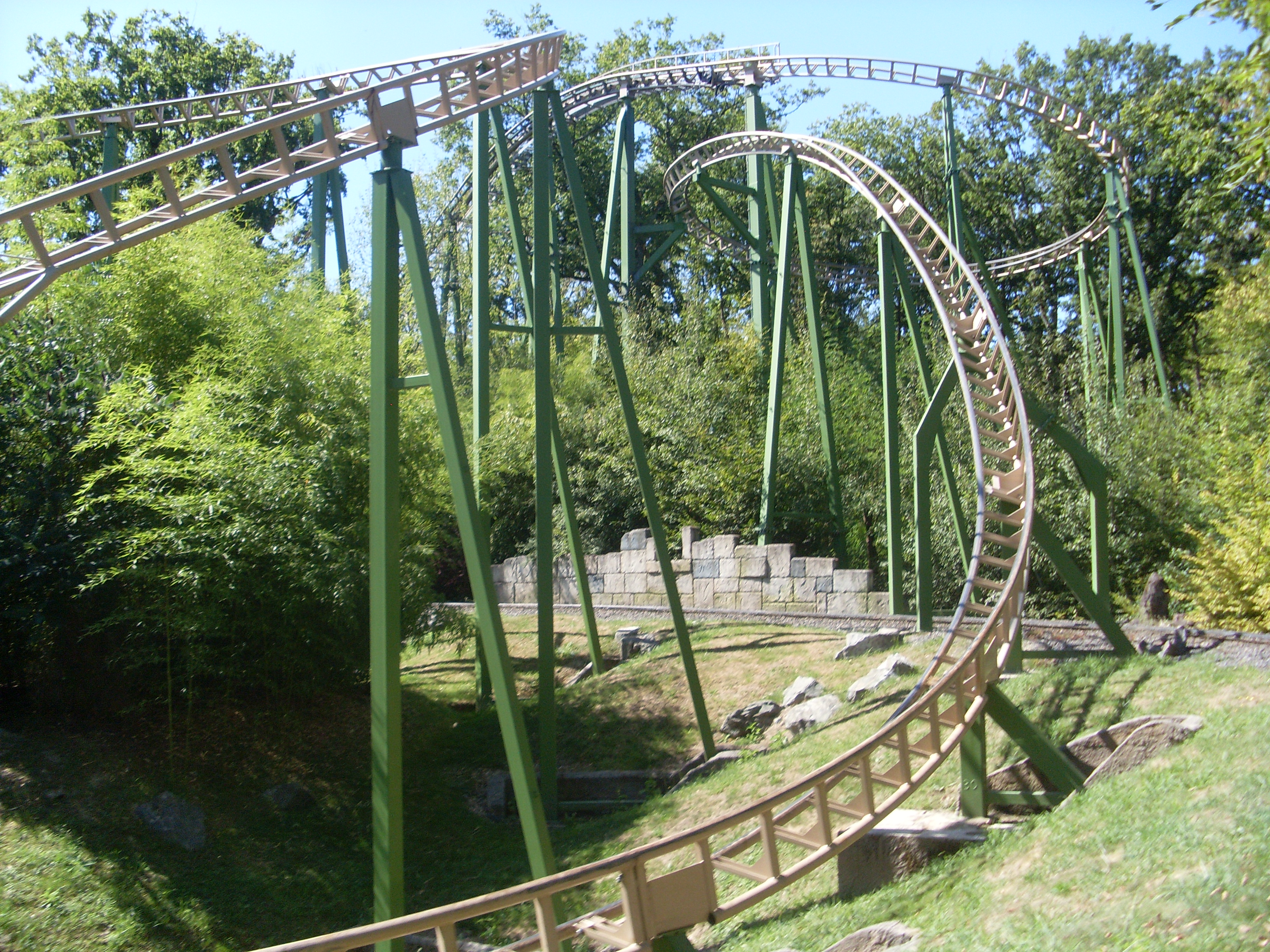
Azteka
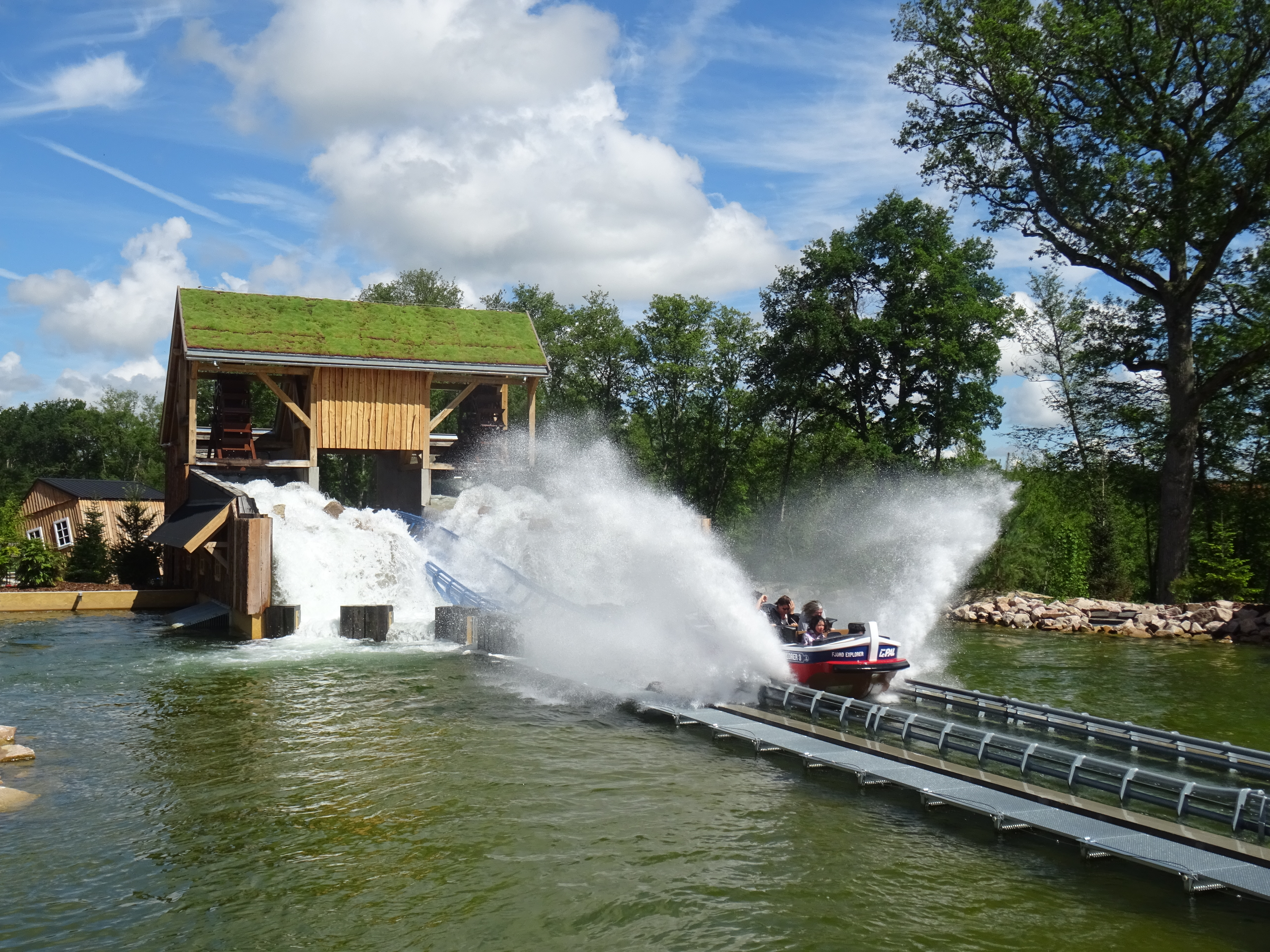
Fjord Explorer
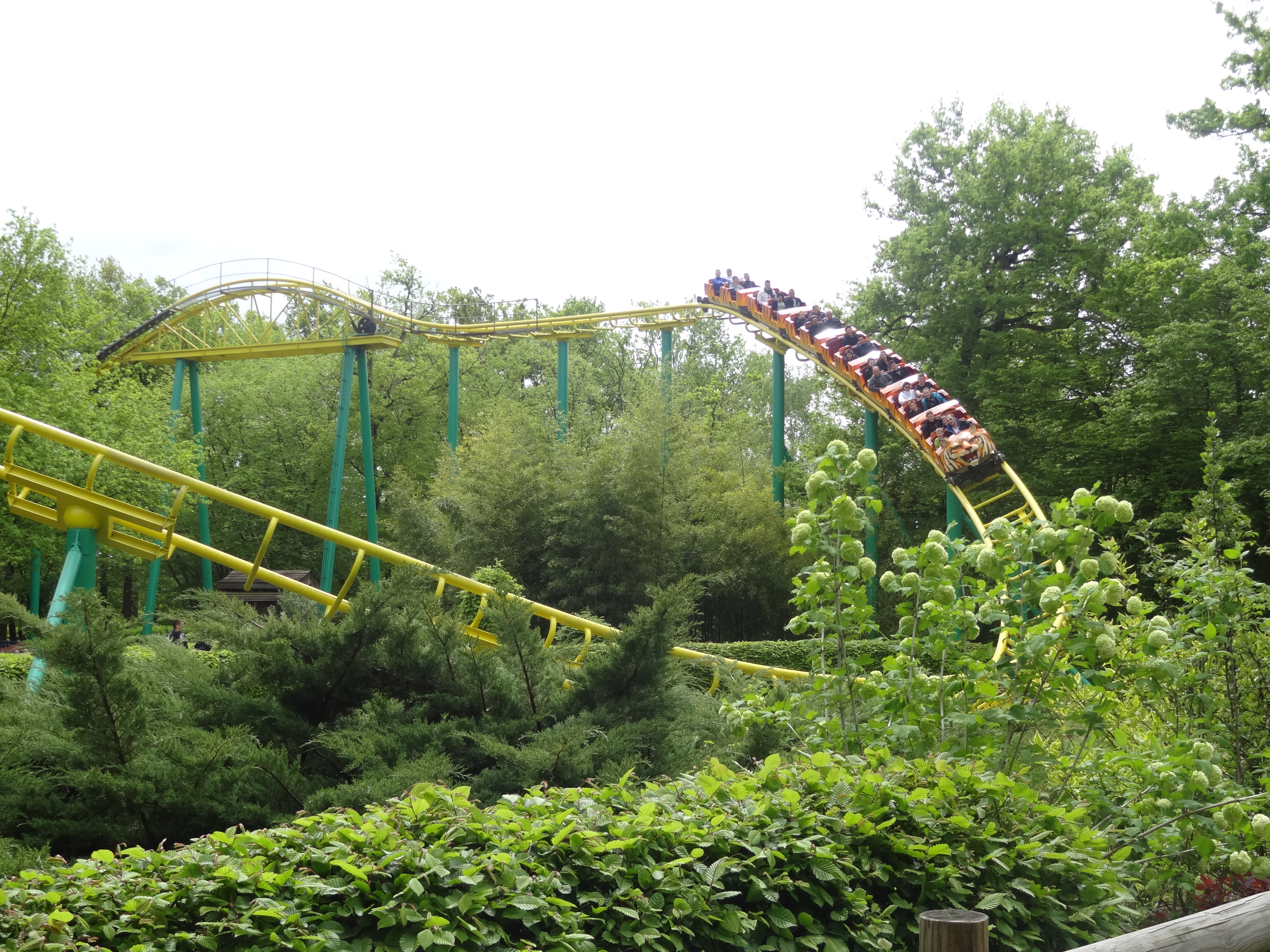
Tigre de Sibérie
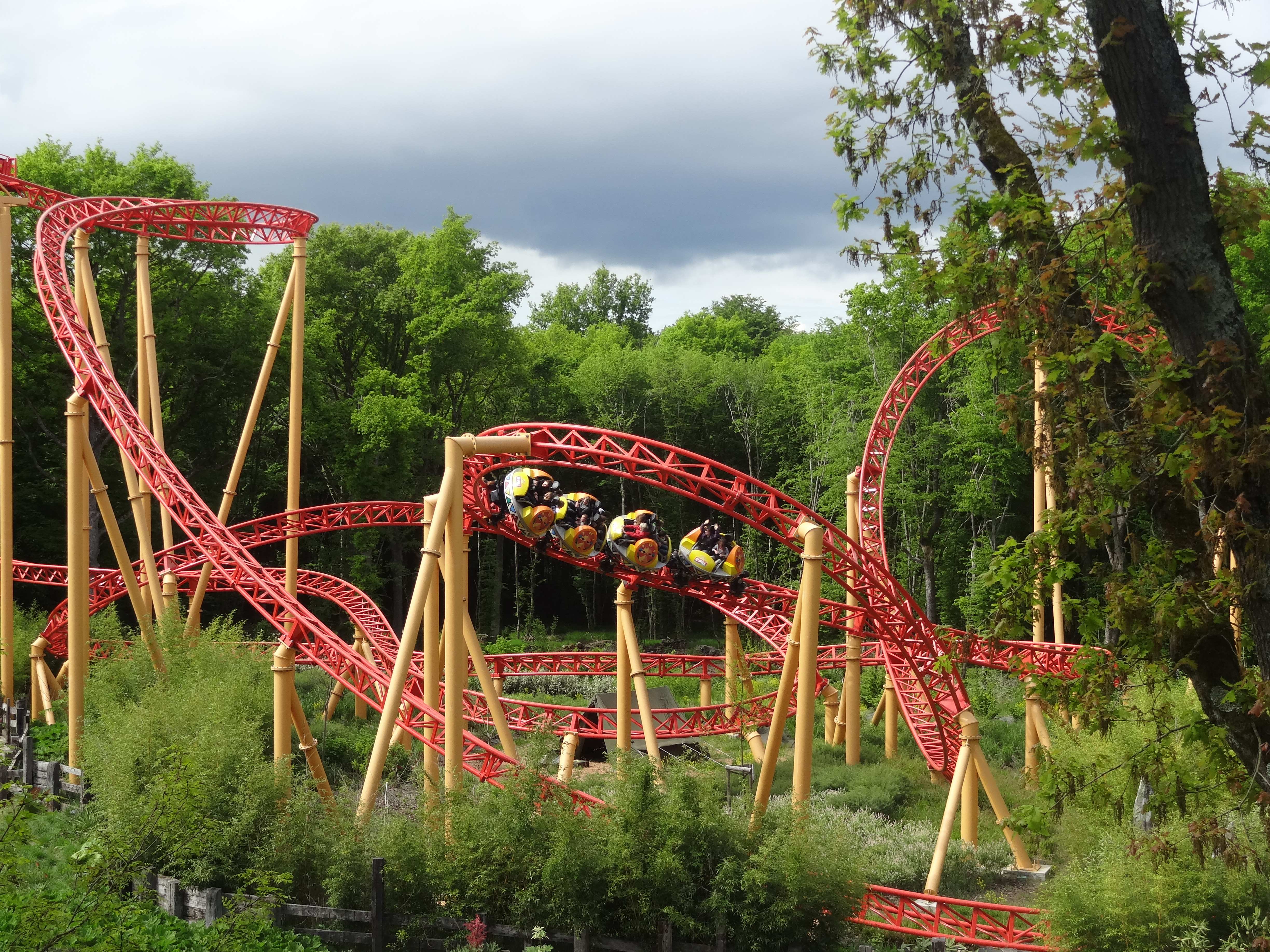
Twist
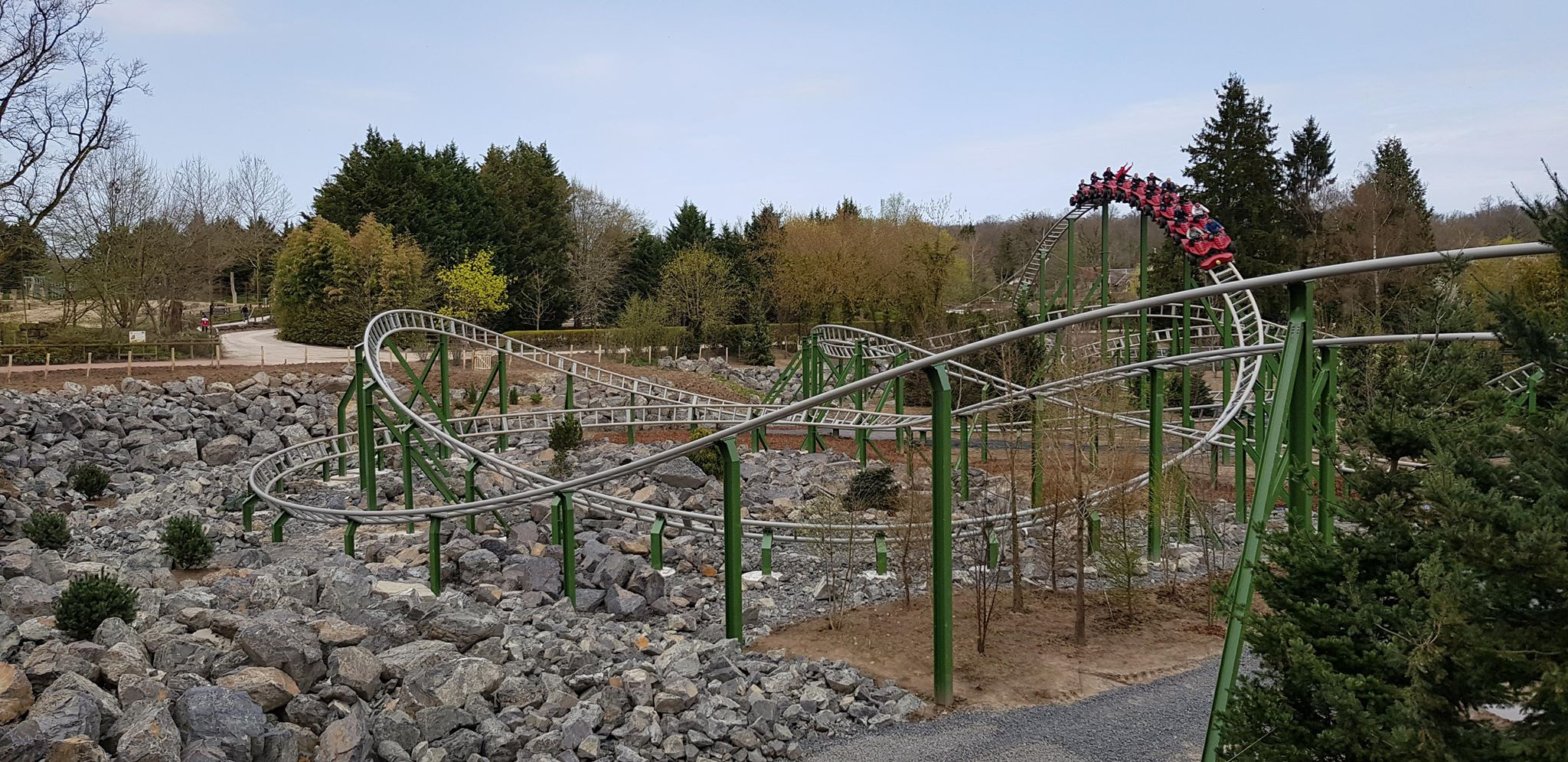
Yukon Quad

### Attractions aquatiques

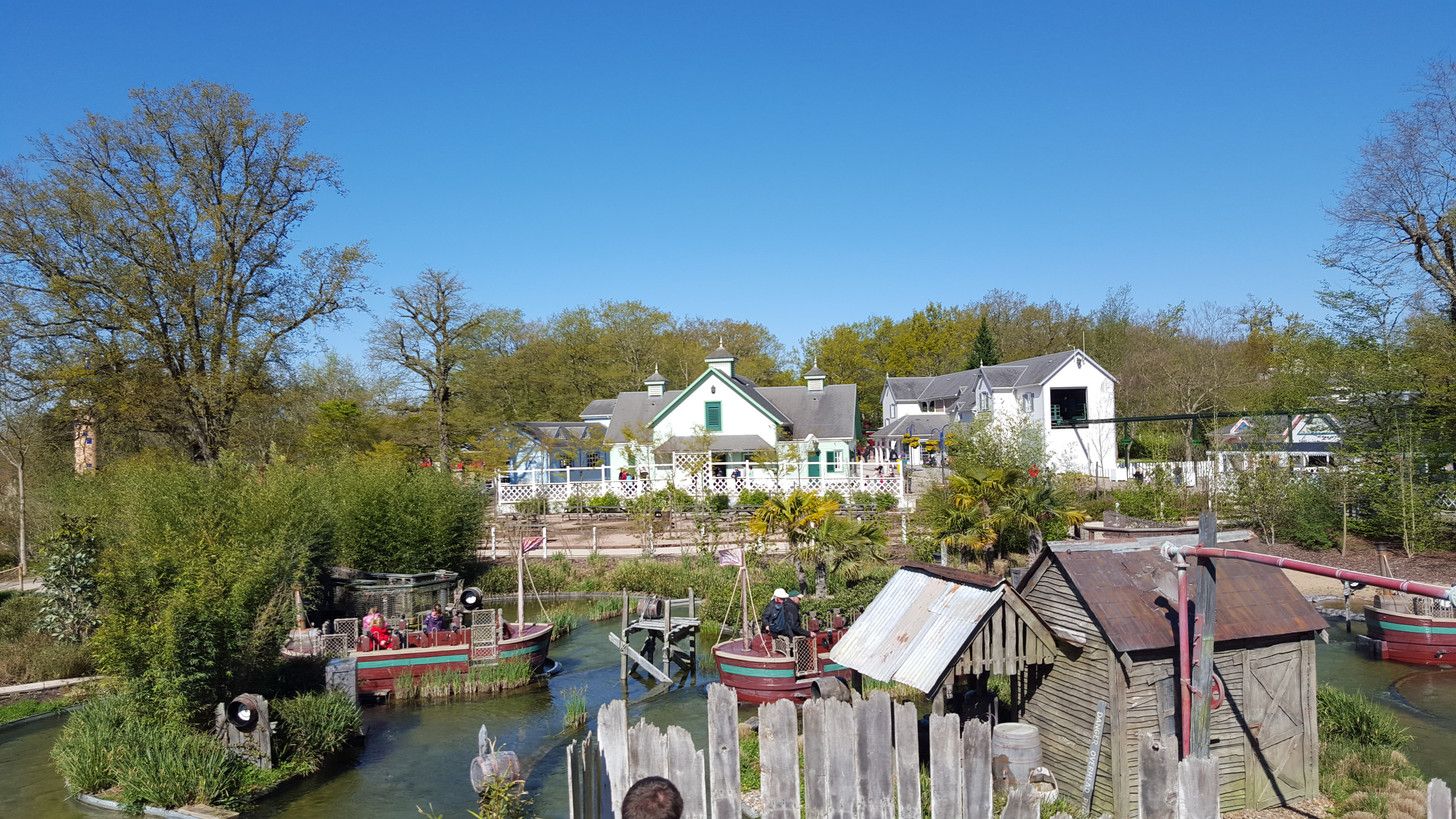
Alligator Baie : Splash Battle - Mack Rides (2014) ;
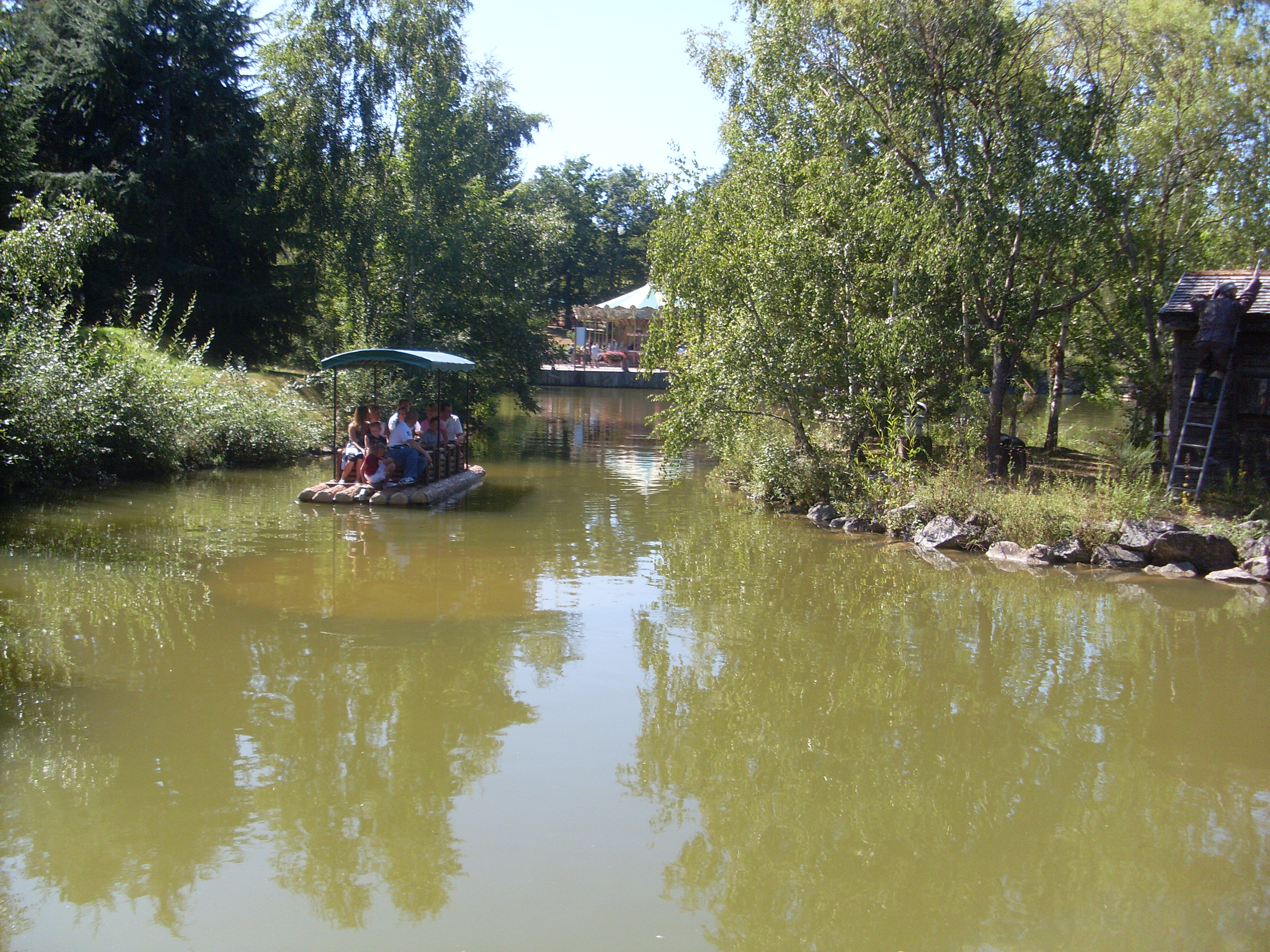
Archipel

- Archipel : tow boat ride - Mack Rides (1994)[Note 3] ;
- Descente du Colorado : rivière rapide en bouées - Soquet (1988) ;
- Rapido : toboggan en bouées pneumatiques - Metallbau Emmeln (2005)[46] ;
- Rivière des castors : bûches junior de Soquet (2020) ;
- Rivière du grand nord : (anciennement : Rivière Canadienne) bûches - Soquet (1992)[Note 4].

- Alligator baie
- Archipel

### Attractions à sensations
- Bateau pirate : bateau à bascule - Far Fabbri (1995) ;
- Disque du soleil : Disk'O Coaster de 9 mètres de diamètre, d'une longueur de 100 m et dont les extrémités culminent à une hauteur de 15 m, construit par l'entreprise Zamperla, ouvert en 2007.

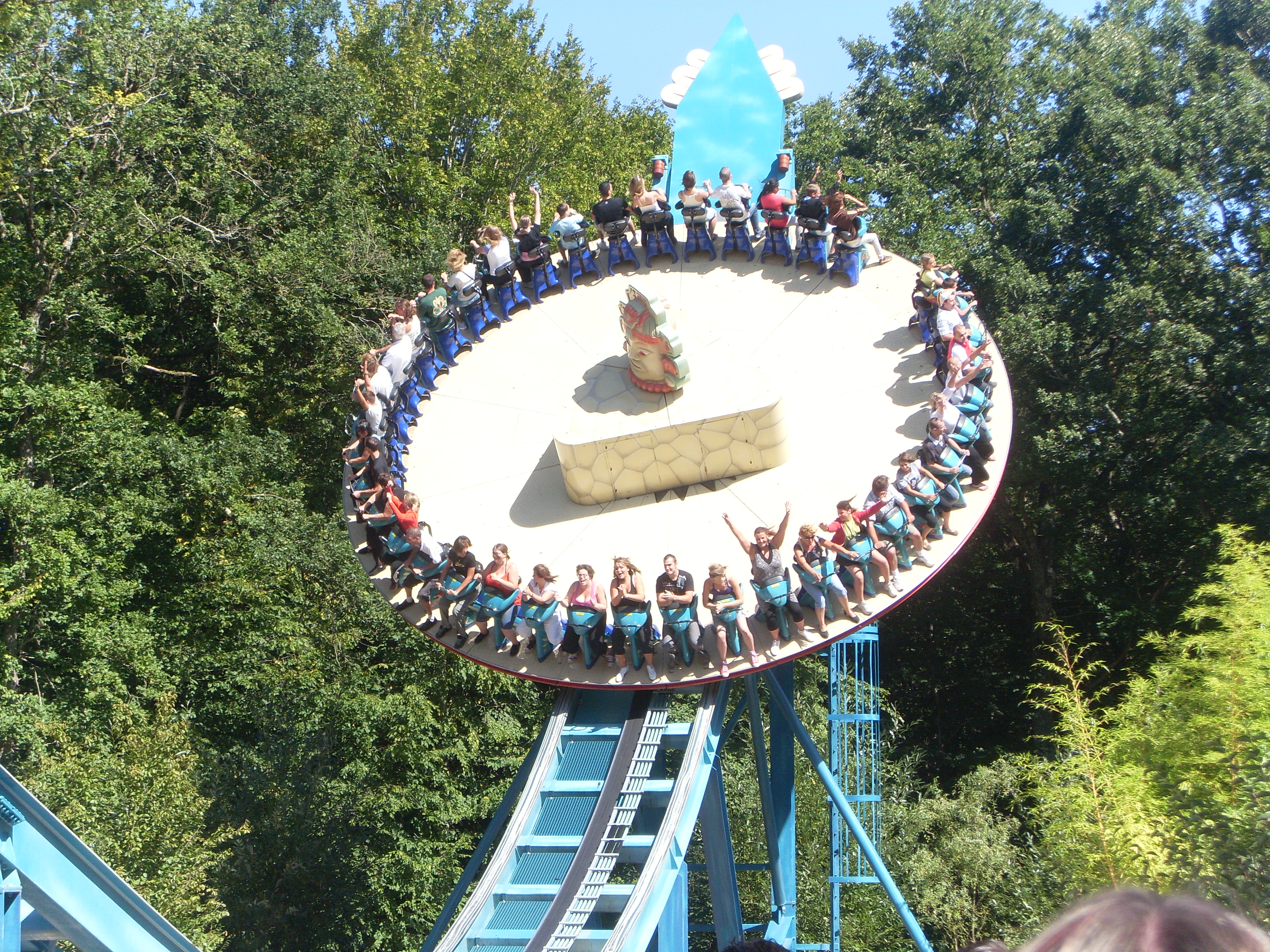
Le Disque du soleil.

### Autres attractions
- Ailes du Yukon : manège WindstarZ de Zamperla (2019) ;
- Ballons d'Orient : Balloon Race - Zamperla (2008) ;
- Caravelles : manège de type Music Express - Mack Rides (1997) ;
- Carrousel : carrousel de chevaux de bois de Concept 1900 (1994) ;
- Chaises volantes : chaises volantes de Zierer (2016) ;
- Champi'folies : parcours scénique interactif de BoldMove Nation (2023) ;
- Escadrille du désert : manège avion - Zamperla (1999) ;
- Forêt enchantée : parcours en charrettes (1981) ;
- Haras du Pal : chevaux galopants - Soquet (1999) ;
- King Kong : King kong - Huss Rides (2009) ;
- Randonnée africaine : parcours en tacot - Soquet (1980) ;
- Rivière du lion : terrain de jeux (2022) ;
- Ronde des grenouilles : Jump Around de Zamperla (2013) ;
- Tasses magiques : tasses - Zamperla (2002) ;
- Tour mystérieuse : tour de chute libre junior - Zamperla (2008) ;
- Train des aventuriers : train panoramique - Soquet (1995) ;
- Voyage au-dessus du monde : monorail - Soquet (2025) ;
- Yukon Trucks : parcours en camions de Zamperla (2020).

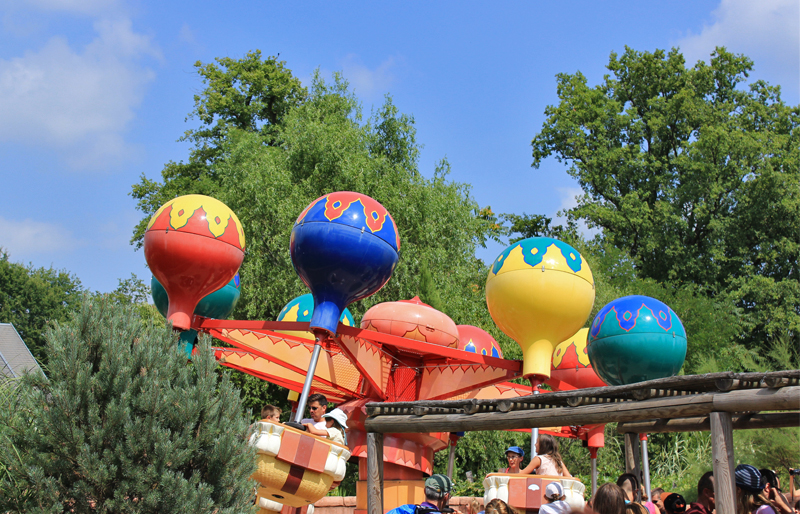
Ballons d'Orient
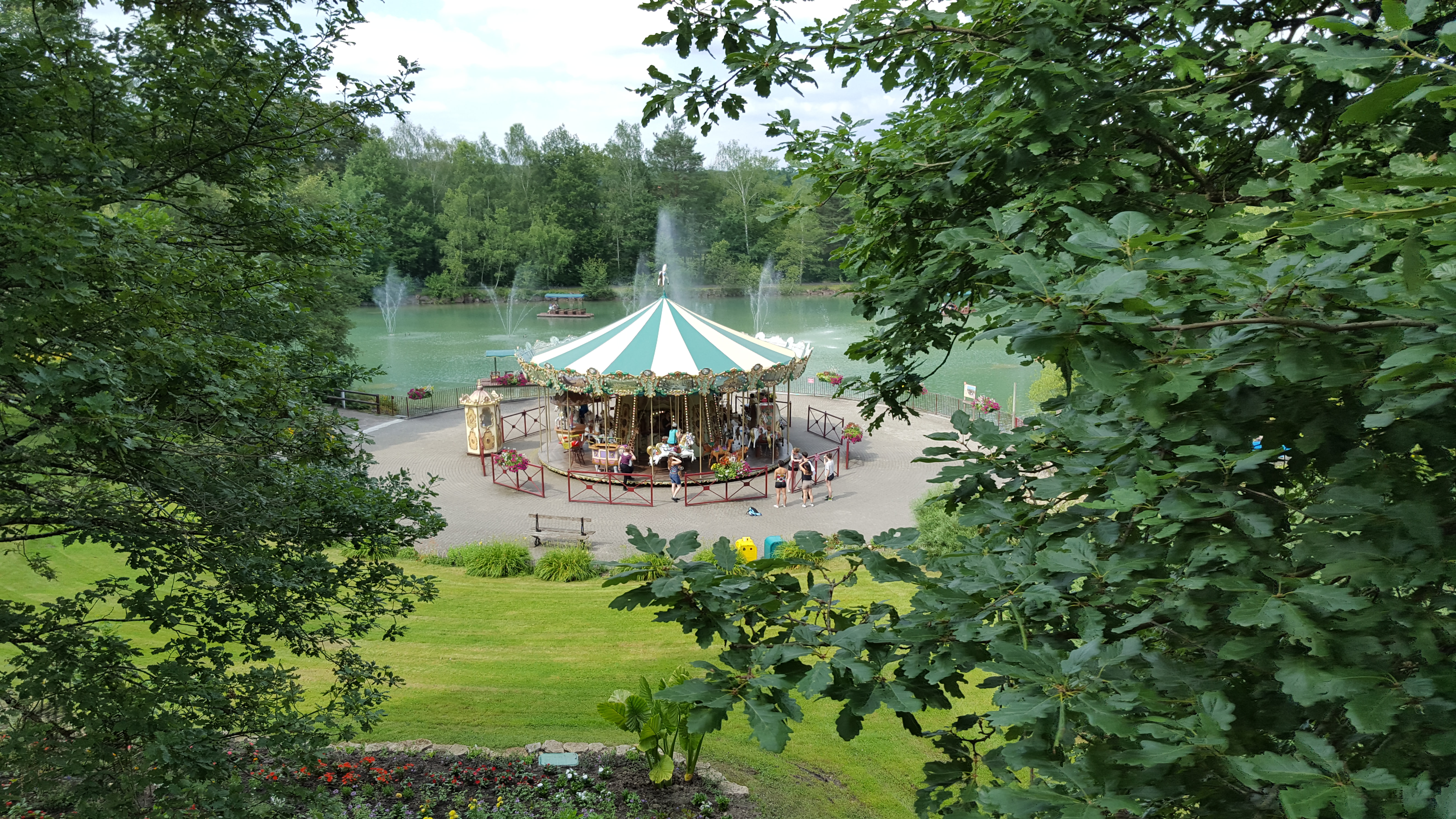
Carrousel
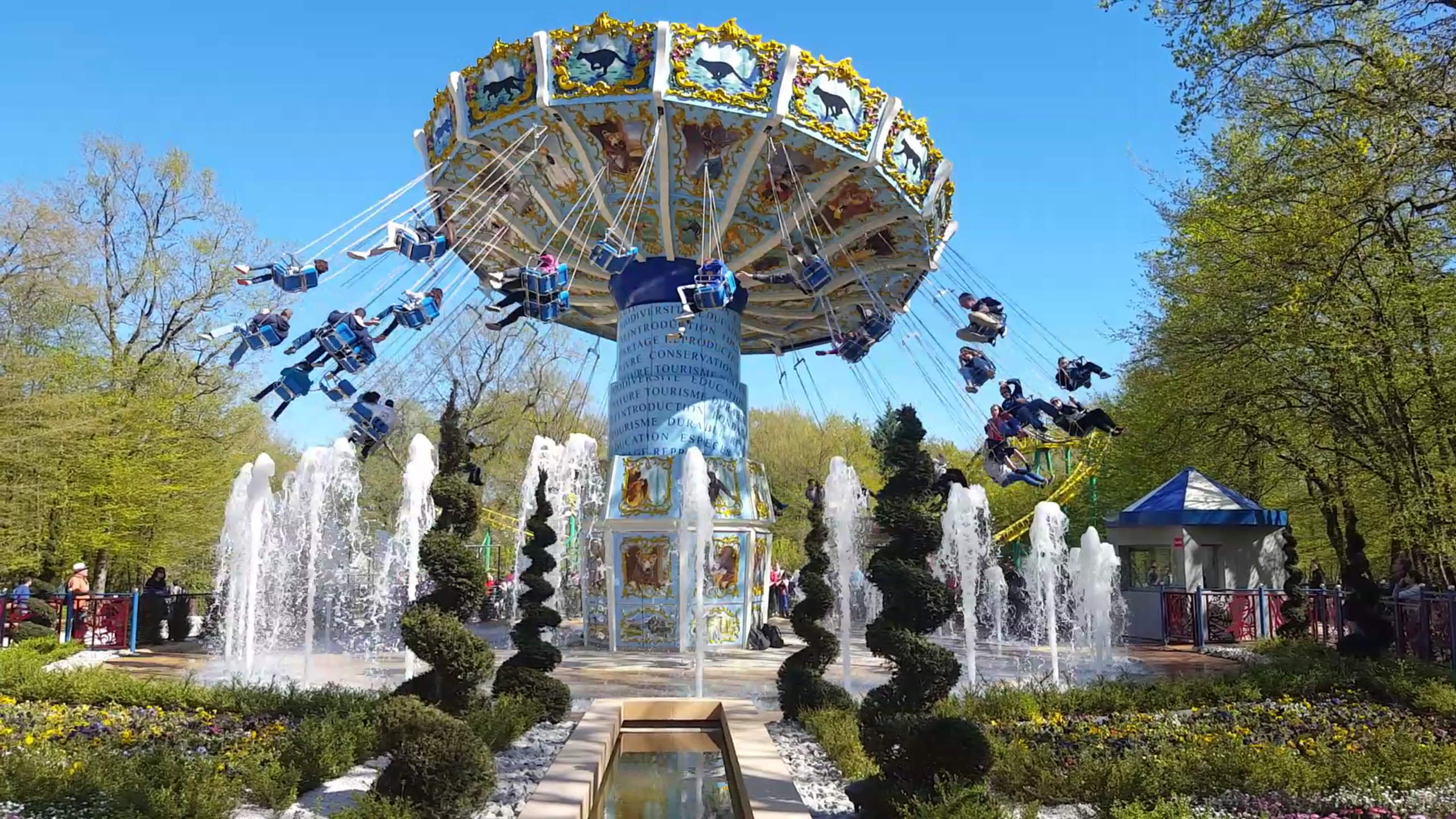
Chaises volantes
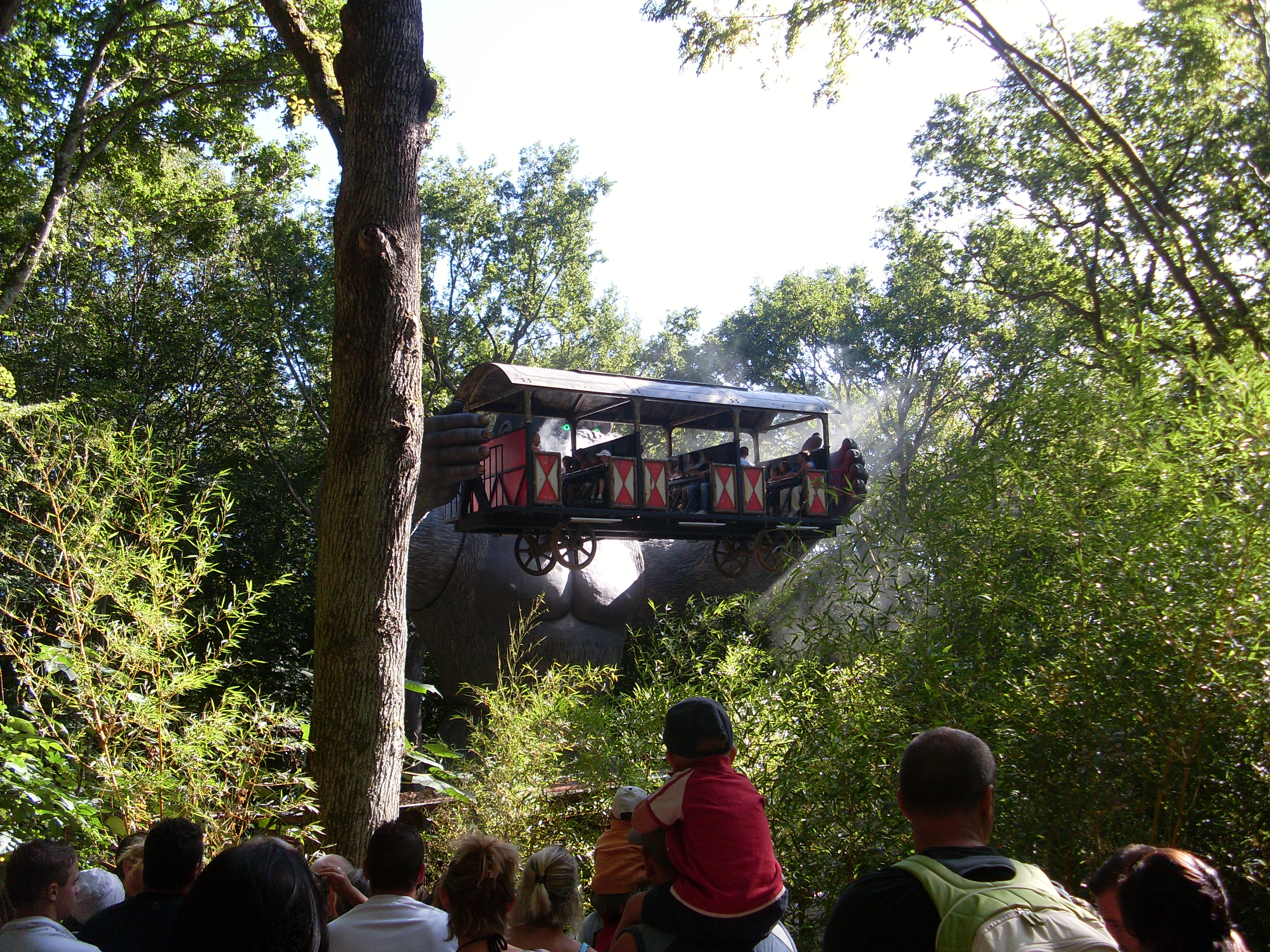
King Kong
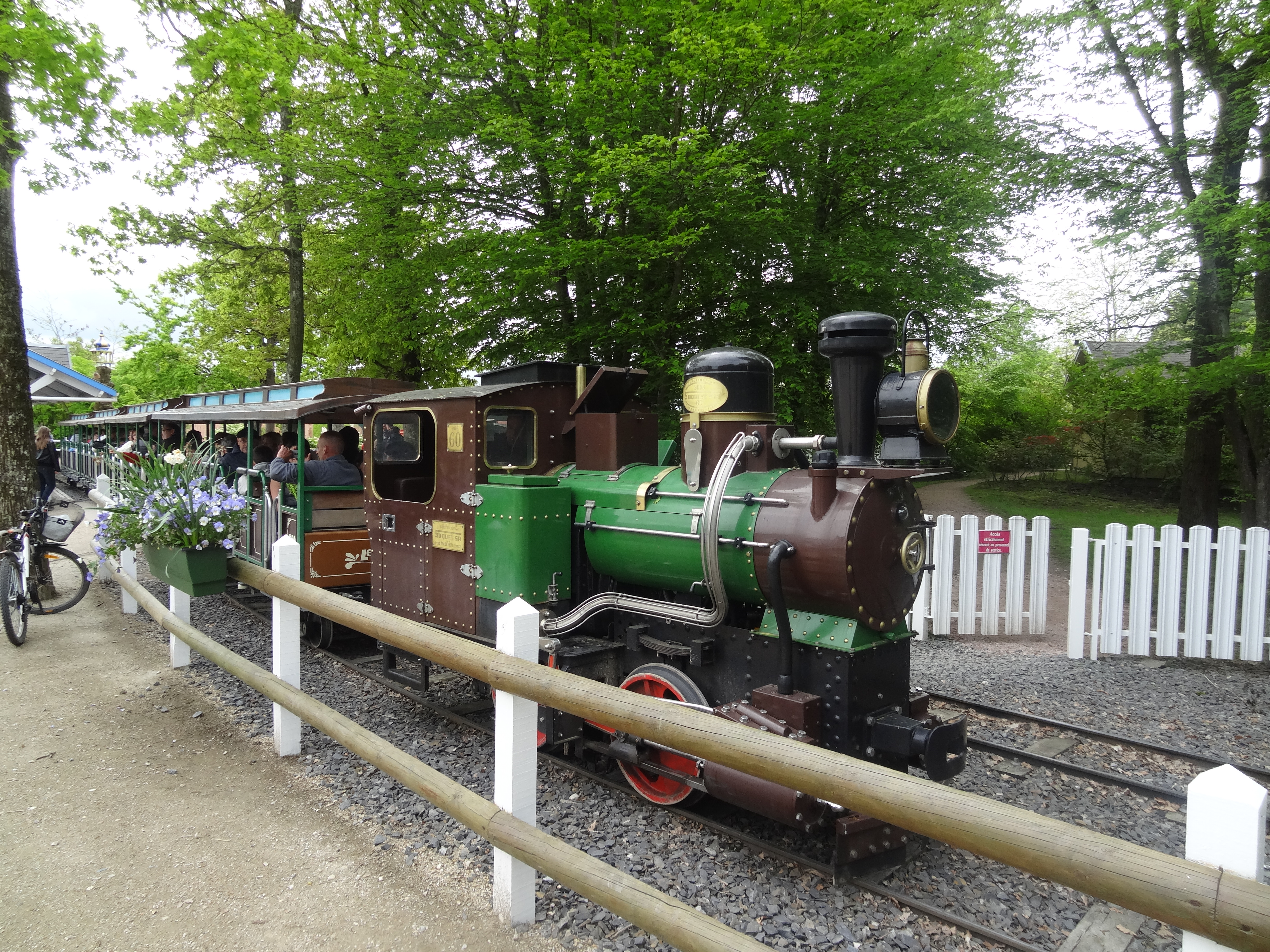
Train des aventuriers
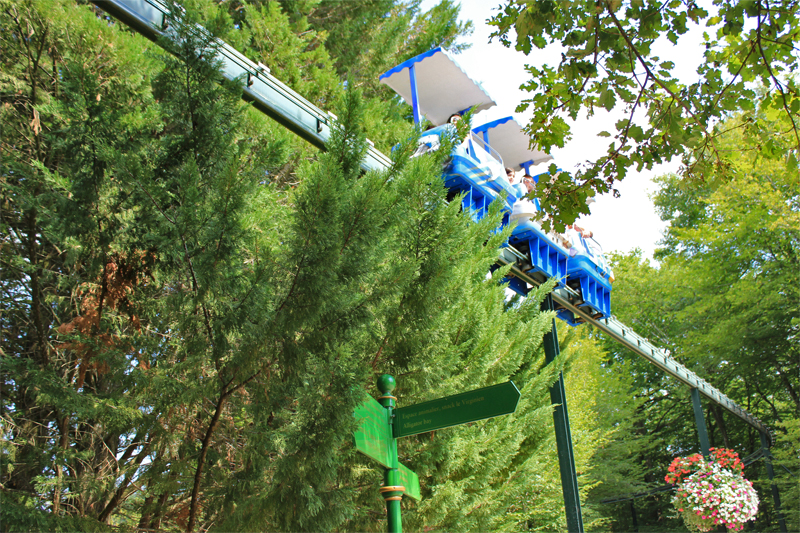
Voyage au-dessus du monde

### Attractions disparues

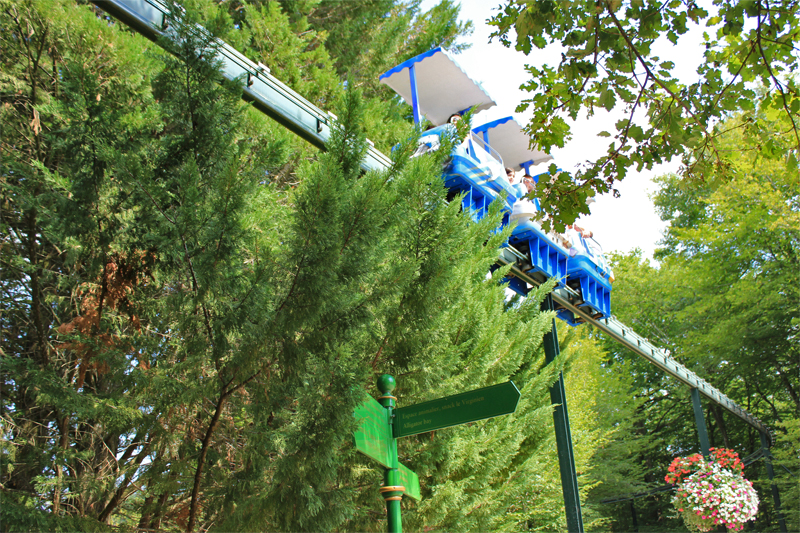
ancienne version du Voyage au-dessus du monde.

- King Kong. Haut de 6 m, il transportait dans les airs une nacelle de quatre passagers (1983 - 1998). Une nouvelle version plus dynamique du King Kong (12 m de haut) est inaugurée au printemps 2009[6],[47] ;
- La Chenille fantastique, montagnes russes junior de 3 m de haut et de 150 m de long de Soquet (1981 - 2003). Il subsiste encore au parc le décor de monstre géant dans lequel la chenille passait. Cette attraction est en service au Parc Fenestre de 2004 à 2015 ;
- La Féerie des eaux : spectacle d'eau, son et lumières (1983 - 2009). Les jets d'eau de la féerie sont installés sur le lac des chercheurs d’or depuis 2010[48] ;
- Jeux : une place de jeux était à disposition des enfants (grand toboggan, tonneau tournant…) avant l'arrivée de la zone marocaine dans le parc avec attractions pour enfants ;
- Ciné Dynamik 3D : cinéma dynamique en relief (2000 - 2022)[Note 5],[49] ;
- Voyage au-dessus du monde : monorail de Soquet (1981 - 2024). Remplacé par un nouveau monorail à partir de 2025.
- Conquête de l'Ouest : locomotives à pédales de Soquet (1981 - 2022).

## Spectacles

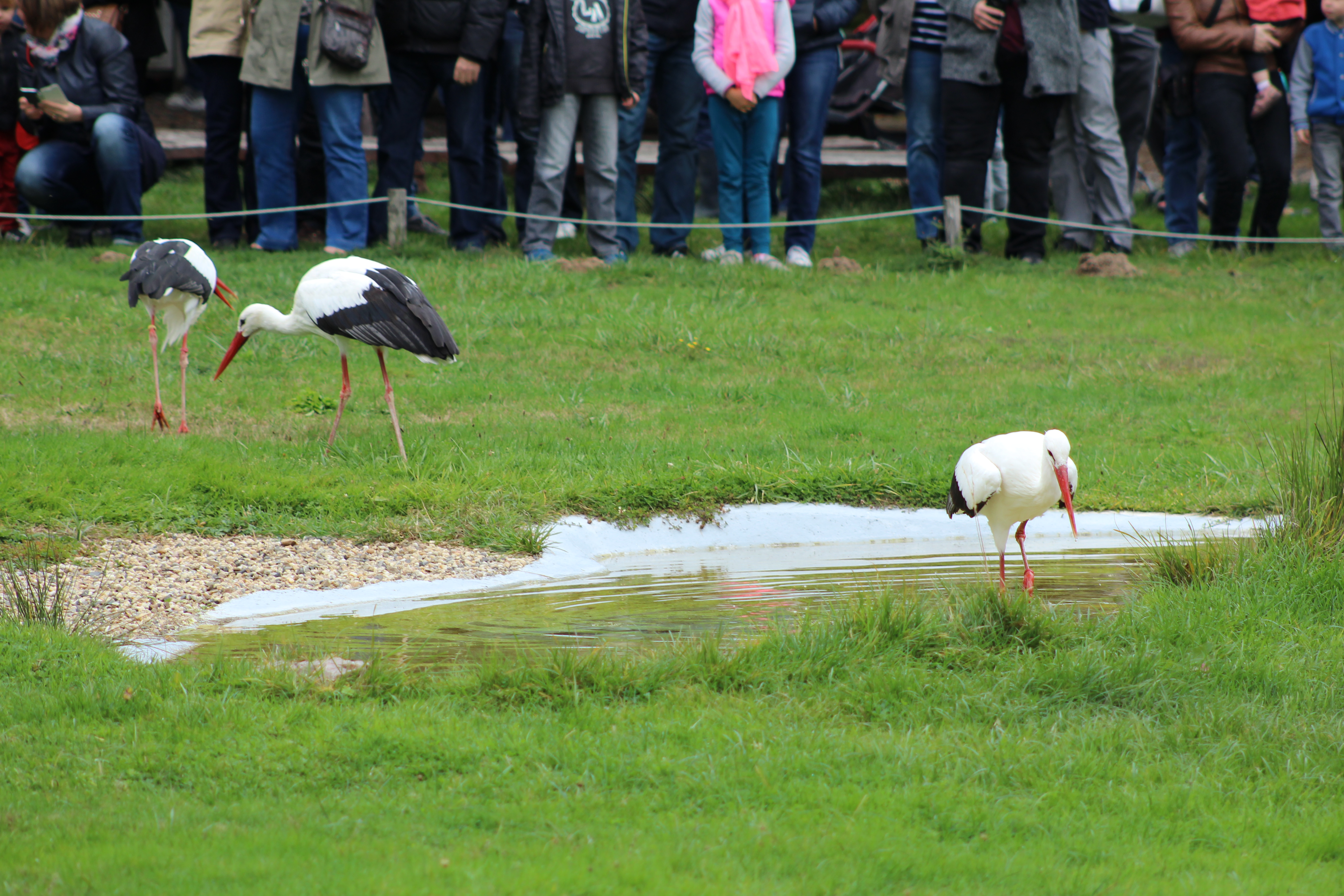
Cigognes blanches lors du spectacle Oiseaux en vol.

Le parc propose trois spectacles d'animaux. Les otaries, les rapaces et les perroquets sont au centre de ceux-ci. À ceux-ci s'ajoutent des animations pédagogiques ainsi que des nourrissages des animaux.

## Hébergement

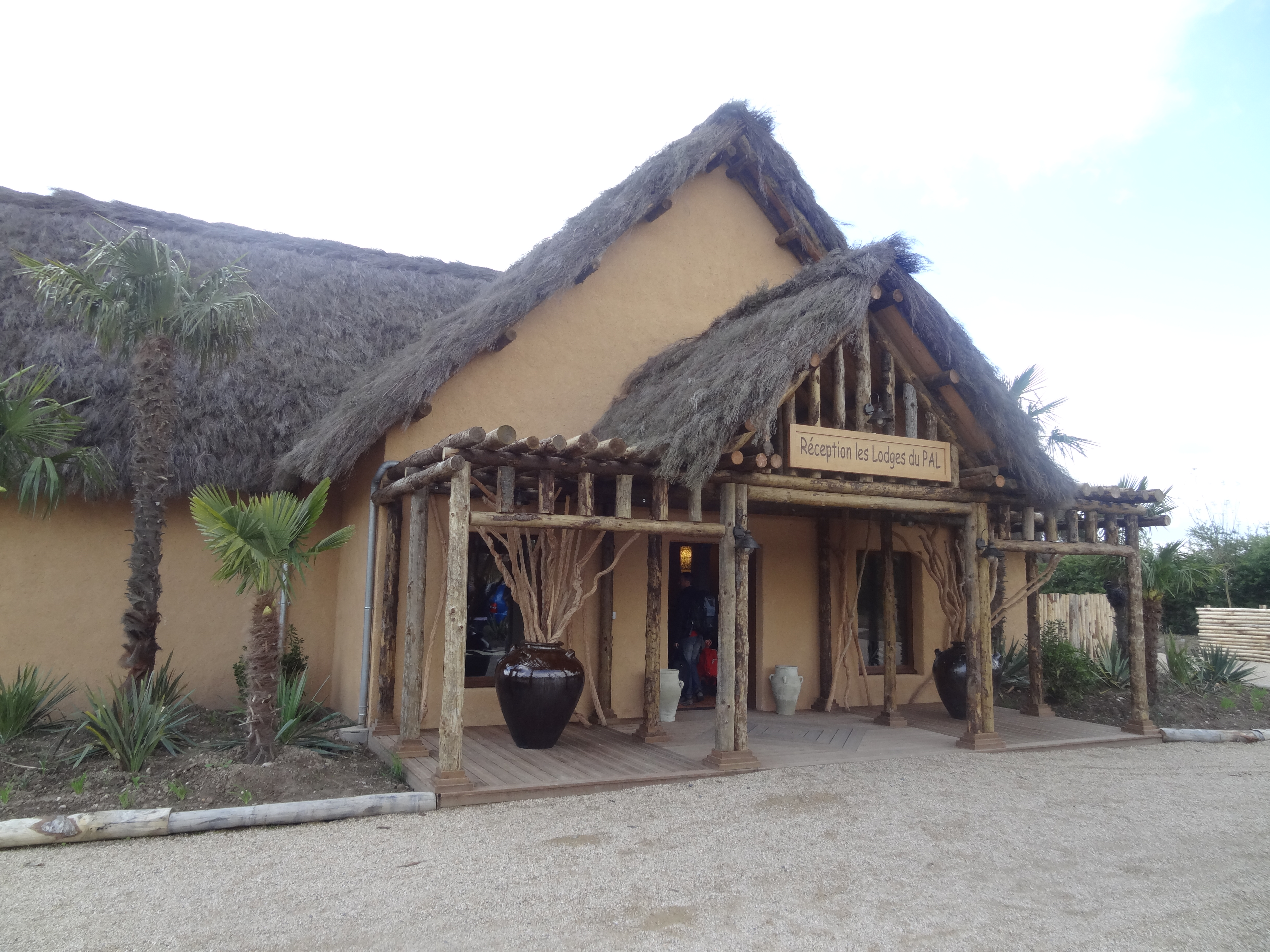
Accueil des lodges du Pal.

Avec un investissement de 4,5 millions d’euros, le site bourbonnais inaugure les lodges du Pal, hôtel de style safari lodge, le 13 avril 2013. Sur 4 à 5 hectares, il comprend une centaine de lits dans 24 lodges de 40 m2 sur pilotis décorés aux couleurs de la savane africaine, pouvant accueillir cinq personnes chacune. Donnant une vue sur plusieurs espèces animales telles des zèbres ou des springboks au sein d'une nouvelle zone, l'établissement propose le restaurant Tanganika et une terrasse ouvrant sur un étang. Ceinturé par la forêt et jouxtant la section du parc zoologique, l'hébergement n'était accessible que pendant la saison d'ouverture du parc de loisirs jusqu'en octobre 2014, ; depuis cette date, les lodges sont également ouverts en octobre et pendant les vacances de Toussaint.
En 2015, le Pal investit 1,5 million d'euros pour la création de sept nouveaux lodges lacustres autour d'un étang d'un hectare peuplé d'hippopotames et de pélicans dans un décor d'inspiration africaine. À l'avenir, aucun autre lodge ne devrait être construit, pour permettre de garder une qualité optimale.
Un hôtel nommé Le Pal Savana Réserve de soixante chambres ouvre le 8 juin 2021, veille du premier jour de la saison 2021. Cet hôtel est contigu à une plaine de quatre hectares habitée par des girafes, des rhinocéros et des antilopes. Avec un investissement de 17 millions d'euros, son esthétique est inspirée par un hôtel du parc national Kruger.
En 2023, les hébergements affichent un taux d'occupation de 100 % durant l'été et 34 200 nuitées sur l'ensemble de la saison.

## Données économiques

Logo employé jusqu'en 2012.

Au premier semestre 2002, le Pal enregistre 20 % de hausse de fréquentation. Chaque année, le domaine investit entre 10 et 30 % de son chiffre d'affaires dans des nouveautés. Ceci se traduit par une moyenne de 2,5 millions d'euros réinvestis annuellement pour un chiffre d'affaires de 12 millions en moyenne. L'année 2018 sort du lot avec un investissement de 50 % de son chiffre d'affaires. Avec un taux de fidélisation de 75 à 80 %, le Pal est le cinquième parc d’attractions français le plus visité. En qualité de parc animalier, il est le quatrième parc le plus visité pour la section zoo en 2009. Il est le premier site touristique de l'Allier en 2017 et le quatrième au niveau Auvergne-Rhône-Alpes. En 2023, le parc atteint un record de fréquentation en dépassant les 700 000 visiteurs.
Annuellement, le budget octroyé à sa communication atteint environ 2,1 millions d'euros.
Au 31 mars 2018, la société réalise un chiffre d'affaires de 20 560 200 d'euros et dégage un résultat net de 2,336 1 millions d'euros. Elle emploie 116 salariés (effectif moyen annuel).

## Conservation

### Fondation Le Pal Nature
Créée en avril 2008, la Fondation Le Pal Nature a pour vocation la conservation de la biodiversité partout dans le monde.
Elle initie, soutient et accompagne financièrement, techniquement et humainement des projets qui, en France et à l’étranger, proposent des solutions pérennes permettant de répondre aux menaces auxquelles est confrontée la biodiversité, et notamment les espèces sauvages menacées ainsi que leur habitat. Les projets sont désignés pour leur sérieux, leurs actions sur le long terme et l'implication des populations locales. La concrétisation financière de la fondation est un budget de 45 000 € par an au sein d'un programme d'actions pluriannuel de cinq ans.
La fondation finance des programmes de sauvegarde animale en Inde et au Laos. En tant que parc zoologique, il contribue et a contribué également aux programmes européens de protection d'espèces menacées suivants :
- Save the Rhino, lutte contre le braconnage des rhinocéros en Afrique du Sud[68]
- Kalaweit, protection des gibbons et siamangs (primates d'Indonésie)
- Sanccob, protection des manchots du Cap en Afrique du Sud
- Protection des éléphants du Sri Lanka

### Obtention de la certificationGreen Globe
En octobre 2010, le Pal est le premier parc de loisirs français à obtenir la certification internationale de tourisme durable Green Globe.